# Betty Garcés
Betty Garcés Bedoya (Buenaventura, 21 de abril de 1984) es una soprano, bailarina y directora de orquesta colombiana. Es reconocida por ser unas de las sopranos más influyentes del país.

## Biografía
Nació en Buenaventura, sus padres son profesores desde su niñez se interesó en música y baile. Estudió música y canto, en el Conservatorio Antonio María Valencia de Cali, bajo la dirección de Ivonne Giraldo. Posteriormente viajó a Alemania con la ayuda de un grupo de amigos e instituciones, con el fin de continuar sus estudios de perfeccionamiento vocal. En el 2012 obtuvo con honores, el título de Máster en Artes de la Escuela Superior de Música de la ciudad de Colonia Alemania, con especialización en Ópera y Lied bajo la tutoría de la Klesie Kelly Moog. Sus primeras experiencias con la ópera las tuvo en Cali, en su regreso a Colombia al interpretar los roles de Cleopatra en la obra Julio César, de Händel; Violetta, en la ópera La Traviata, de Verdi y Fiordiligi en Cosi fan tutte, de Mozart, dirigidas por Francisco Vergara y con la dirección musical de Ivonne Giraldo. En Alemania ha participado en diferentes producciones líricas, así́ como en Galas y Recitales, interpretando repertorio de Mozart, Beethoven, Verdi, Brahms, Debussy, Strauss, Korngold, Schönberg, Rajmáninov y Wagner, entre otros.
En 2015 fue una de las solistas en la exitosa Gala Colombia Lírica, organizada por la Orquesta Sinfónica Nacional de Colombia, que se llevó a cabo en el Teatro Colón de Bogotá. Realizó su primera gira internacional Ma Vie en Aquarelle, visitando escenarios de Viena, Londres y Argel, junto a la Pianista Antonia Valente, la cual finalizó en Washington y New York, junto el reconocido pianista Alejandro Roca, con quien también estuvo, como invitada, en el Teatro Mayor Julio Mario Santo Domingo de Bogotá. Su repertorio operático incluye los roles de la Condesa, en Las Bodas de Fígaro; Mimi en La Boheme; Liú, en Turandot; Jano, en Jenufa;  Micaela, en Carmen y Antonia, en Los cuentos de Hoffmann. También cuenta con un amplio repertorio de Lied y canción Culta de compositores como Strauss, Korngold, Rajmáninov, Schönberg, Debussy y  Montsalvatge, entre otros.